# Alfréd Schaffer
Alfréd Schaffer (13. února 1893 Budapešť – 30. srpna 1945 Prien am Chiemsee) byl maďarský fotbalista, reprezentant a fotbalový trenér. Patřil mezi první fotbalové profesionály a světoběžníky, působil jako hráč či trenér v sedmi různých zemích, což bylo v té době zcela unikátní. Několik měsíců po válce zemřel náhle během jízdy vlakem v bavorském Prien am Chiemsee.

## Sportovní kariéra
Za 15 let aktivní kariéry mezi lety 1910–1925 hrál za 21 klubů, mj. za Feréncváros Budapešť, MTK Hungária (1917–1919), 1. FC Norimberk (1919–1920), Eintracht Frankfurt, FC Basilej, Spartu Praha a Austrii Vídeň. Jako trenér vedl mj. Herthu Berlín, Norimberk (1932–1935), MTK Hungária (1935–1937), reprezentaci Maďarska (1938), Rapid Bukurešť (1939–1940), AS Řím (1940–1940) nebo Ferencváros Budapešť (1943–1944). Dvakrát ( 1922 a 1925–26) hrál za AC Sparta Praha a v jejím dresu získal československý mistrovský titul. V letech 1915–1919 reprezentoval v 15 utkáních Maďarsko a dal 17 gólů.

## Ligová bilance
| Ročník                                | Zápasy | Góly | Klub            |
| ------------------------------------- | ------ | ---- | --------------- |
| Maďarská fotbalová liga 1912/13       | -      | -    | BAK Budapešť    |
| Maďarská fotbalová liga 1913/14       | -      | -    | BAK Budapešť    |
| Maďarská fotbalová liga 1914/15       | -      | 18   | MTK Budapešť    |
| Maďarská fotbalová liga 1916/17       | 19     | 37   | MTK Budapešť    |
| Maďarská fotbalová liga 1917/18       | 22     | 46   | MTK Budapešť    |
| Maďarská fotbalová liga 1918/19       | 19     | 26   | MTK Budapešť    |
| Rakouská fotbalová Bundesliga 1923/24 | -      | -    | SV Amateure     |
| Rakouská fotbalová Bundesliga 1924/25 | 12     | 3    | SV Amateure     |
| Asociační liga 1925                   | 8      | 2    | AC Sparta Praha |
| Středočeská 1. liga 1925/26           | 7      | 3    | AC Sparta Praha |
| CELKEM                                | -      | -    |                 |